# Ę

Ę (minuskule ę) (litevsky e nosinė, polsky e z ogonkiem, kašubsky e z blewiązką, latinsky a caudata, švédsky svansförsett e), je písmeno latinky. Vyskytuje se v polštině, litevštině, v pouze jižním dialektu kašubštiny (v severním a centrálním dialektu se nepoužívá, nejčastěji přešlo na ë, v dalších jazycích, jako jsou například elvdalština, navažština, západní apačština… V latině a některých historických severských jazycích se vyskytovalo podobné písmeno (latinsky e caudata), tato písmena však nelze zaměňovat.

## Použití
Obvykle se používá jako nosovka, v litevštině již jen jako historický grafický příznak, podobně jako v češtině ú versus ů, v litevštině se někdy vyslovuje jako poněkud delší než "e". Velké písmeno Ę je jen hypotetické, vyskytující se jen v titulcích, psaných velkými písmeny, jinak se na začátku slova nevyskytuje.

### Polština

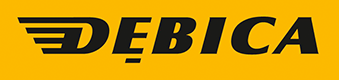
Logo společnosti Dębica

Podle umístění/okolí se vyslovuje jako /ɛw̃/, /ɛ̃/, /ɛn/, /ɛm/, nebo /ɛ/. Na rozdíl od francouzštiny je nosovost asynchronní, to znamená, že se vyslovuje víceméně odděleně nosová samohláska + následující příslužná nosová souhláska.
- před plozívami a afrikátami se nosovost demonstruje následným "n" nebo "m"
- pokud je ę na konci slova, nebo následuje l nebo ł, většina Poláků vyslovuje jako obyčejné /ɛ/
- v ostatních případech jako [ɛw̃]

### Litevština
V litevštině je ę již jen jako historický grafický příznak, podobně jako v češtině ú nebo ů, v litevštině se někdy vyslovuje jako poněkud delší než "e".

## Použití v Unikódu
| HTML  | Klávesa Alt | Unicode |
| ----- | ----------- | ------- |
| &#280 | Alt + 0198  | $0118   |
|       |             |         |

| HTML  | Klávesa Alt | Unicode |
| ----- | ----------- | ------- |
| &#281 | Alt + 0234  | $0119   |
|       |             |         |